# Toshio Suzuki
Toshio Suzuki (鈴木利男?, Suzuki Toshio; Saitama, 10 marzo 1955) è un ex pilota automobilistico giapponese.
Dopo aver partecipato a 2 Gran Premi in Formula 1 nel 1993, è tornato in Giappone dove ha vinto il campionato di Formula Nippon nel 1995.
Toshio Suzuki è anche il test driver della casa automobilistica giapponese Nissan Motors ed è stato il primo a testare il nuovo modello della Nissan GT-R.

## Carriera

### Le formule minori
Come molti altri piloti iniziò la sua carriera correndo nei kart, con cui vinse il titolo giapponese per due volte consecutivamente: nel 1975 e nel 1976. Passò quindi alla Formula 3, dove disputò il campionato nazionale, che conquistò nel 1979. Negli anni successivi prese parte a varie gare con gli Sport prototipi, di Formula 2 e Formula Nippon, categoria quest'ultima in cui fu vicecampione per due edizioni consecutive: 1992 e 1993. Proprio nel 1992 riuscì ad imporsi nella 24 Ore di Daytona, in coppia con Kazuyoshi Hoshino e Masahiro Hasemi.

### Formula 1
Nel 1993 fece anche il suo esordio in Formula 1, prendendo parte alle ultime due gare della stagione alla guida di una Larrousse. Non andò però oltre un dodicesimo posto al Gran Premio del Giappone.

#### Risultati completi
| 1993 | Scuderia     | Vettura |  |  |  |  |  |  |  |  |  |  |  |  |  |  |    |    |  | Punti | Pos. |
| ---- | ------------ | ------- |  |  |  |  |  |  |  |  |  |  |  |  |  |  | -- | -- |  | ----- | ---- |
| 1993 | Larrousse F1 | LH93    |  |  |  |  |  |  |  |  |  |  |  |  |  |  | 12 | 14 |  | 0     |      |

| Legenda | 1º posto     | 2º posto | 3º posto    | A punti         | Senza punti/Non class.  | Grassetto – Pole position Corsivo – Giro più veloce |
| Legenda | Squalificato | Ritirato | Non partito | Non qualificato | Solo prove/Terzo pilota | Grassetto – Pole position Corsivo – Giro più veloce |

### Dopo la Formula 1
Terminata la breve carriera in Formula 1 tornò a disputare il campionato di Formula Nippon, di cui vinse il campionato nel 1995. Contemporaneamente prese parte a diverse edizioni della 24 Ore di Le Mans, in cui ottenne come miglior risultato un secondo posto nel 1999. Prese poi parte al Campionato di Turismo giapponese.
Ritiratosi come pilota ha intrapreso la carriera di direttore tecnico.